# Brahms (cratère)
Pour les articles homonymes, voir Brahms (homonymie).
Brahms est le nom d'un cratère d'impact, d'un diamètre de 97 km, présent sur la surface de Mercure. Il est âgé de 3,5 milliards d'années. Le cratère fut nommé par l'Union astronomique internationale en 1979 en hommage à Johannes Brahms.
Le cratère se situe dans le quadrangle de Shakespeare (quadrangle H-3), au nord du bassin Caloris. Sa bordure possède un relief irrégulier en terrasses. Un piton d'une hauteur de 3 000 m et d'une largeur de 20 km s'élève en son centre.